# Billy Budd (romanzo)
Billy Budd è un romanzo di Herman Melville, scritto tra il 1889 e il 1891, anno della morte dell'autore. Fu ritrovato e pubblicato postumo nel 1924.

## Trama
Mentre alcuni marinai ricordano Billy Budd, il narratore avvia il racconto della vita del ragazzo e degli avvenimenti che segnarono la storia dell'"Indomitable". In seguito alla dura repressione degli ammutinamenti avvenuti su due navi da guerra inglesi, e temendo il dilagare dello spirito della rivoluzione francese anche in Inghilterra, i britannici si vedono costretti a mobilitare tutte le loro forze nella guerra contro la Francia.
La nave da guerra 'Indomitable', ricevuto l'ordine di salpare e non potendo contare su un adeguato numero di uomini, recluta con la coercizione marinai di una nave mercantile. Fra questi c'è anche Billy Budd, un gabbiere che si conquista subito il favore degli ufficiali e del capitano grazie alla sua abilità e alla sua indole allegra, guadagnandosi una promozione. Ciò scatena l'invidia del perfido maestro d'armi John Claggart, che finisce per denunciare l'innocente Billy d'ammutinamento.
Il 'bel marinaio', incapace di difendersi a parole a causa della forte emozione, sferra un pugno al suo accusatore uccidendolo. Il 'buon capitano' Vere, obbligato dal rigore formale della disciplina e dalle circostanze storica, convoca una corte marziale composta dagli ufficiali e chiede la condanna a morte di un giovane di cui conosce l'innocenza; ciò non senza scatenare un intenso contrasto tra ciò che è giuridicamente corretto e ciò che gli uomini percepiscono come giusto.
Il romanzo si chiude con una malinconica poesia composta da un altro marinaio, "Billy in catene", in cui immagina Billy che fatalisticamente durante la sua ultima notte aspetta di addormentarsi sul fondo dell'oceano: "Ho sonno e l'alghe viscide faranno / presto ad attorcigliarsi a me" (traduzione di Eugenio Montale).

## Personaggi
- Billy Budd o Baby Budd, un trovatello, marinaio di un mercantile.
- John Claggart, mastro d'armi di fortuna della nave.
- Edward Vere, capitano della Bellipotent.

## Imprecisioni del testo
Probabilmente la mancata revisione finale da parte dell'autore è motivo di alcune imprecisioni che si possono notare nel testo: 
- Nella Marina britannica gli ammutinati venivano impiccati al pennone di trinchetto tramite bozzelli. Billy però viene impiccato alla mezzana, e su questo fra i critici letterari della prima metà del ventesimo secolo si accesero grandi dibattiti. Molti pensavano che Melville avesse scelto di farlo impiccare sulla mezzana poiché era un gabbiere di parrocchetto dell'albero di trinchetto[2].
- Nella realtà, un capitano come Vere poteva al massimo ordinare pene corporali come frustate con un gatto a nove code; nel libro, assieme agli ufficiali ed al nostromo, commina un'impiccagione. Avrebbe dovuto invece consultarsi con un ammiraglio[2].
- Nelle diverse stesure del romanzo, il nome della nave cambia da Indomitable a Bellipotent.

## Adattamenti

### Film
Nel 1962 fu girato Billy Budd, in bianco e nero. Terence Stamp interpretava Billy Budd, Peter Ustinov il Capitano Vere e Robert Ryan il mastro d'armi John Claggart. Altri attori erano: Melvyn Douglas, John Neville, Paul Rodgers, David MacCallum e Niall MacGinnis.
Nel 1999 Claire Denis ha diretto Beau Travail, liberamente tratto dal romanzo di Melville.

### Musica
Vinicio Capossela ha dedicato un'omonima canzone a Billy Budd, la settima traccia del Disco 1 dell'album Marinai, profeti e balene,
Morrissey canta Billy Budd in Vauxhall and I album del 1994.

### Opera
- Nel 1951, l'adattamento di Louis O. Coxe e Robert Chapman del 1949, Billy Budd, vinse a Broadway sia i Donaldson Awards che gli Outer Critics Circle Awards come miglior recitazione.[4]
- L'adattamento più conosciuto è Billy Budd, con le musiche di Benjamin Britten ed il libretto di E. M. Forster e Eric Crozier. Dalla sua prima messa in scena, nel dicembre del 1951, l'opera è stata ripresa regolarmente nei principali teatri d'opera.
- Giorgio Federico Ghedini ha composto una versione lirica del romanzo, che debuttò nel 1949. L'adattamento scenico realizzato da Salvatore Quasimodo affida all'immobilità degli episodi la scansione drammaturgica del racconto di Melville, annullandone la stessa sostanza drammatica. Gli undici momenti musicali 'interrotti' dagli interventi parlati non permettono infatti un'effettiva realizzazione dei personaggi; il 'tempo' della recitazione consuma con troppa rapidità gli avvenimenti perché la musica possa - o debba - impossessarsene appieno. Alla definizione del registro espressivo scelto qui da Ghedini, concorrono la preferenza per l'uso solistico dei timbri (strumentali o vocali), l'alternanza di sonorità e di silenzi, di intonazione e parlato e il progressivo rarefarsi del materiale musicale, proprio quando l'azione sembra stringersi attorno ai personaggi principali, fin quasi a un dileguarsi della musica stessa. Ad esempio, il decimo episodio è accompagnato dal solo ritmo del tamburo; la conclusione dell'opera è affidata al 'commento' espresso da un madrigale a cinque voci ("Ha sonno già"). Eppure, l'impiego di questi mezzi essenziali rivela come una distaccata contemplazione 'timbrica' rappresenti simbolicamente il senso ineluttabile di quell'«ingiusta Giustizia» che è alla base del dramma.

### Teatro
Nel 1997 al festival di S.Miniato è stata rappresentata per la prima volta in Italia una versione teatrale del testo. Adattato da Enrico Groppali, regia di Sandro Sequi, scena di Pietro Cascella, interpreti principali Maximilian Nisi Billy Budd, Corrado Pani Claggart, Massimo Foschi il capitano Vere, Giancarlo Condè Squeak caporale di battello, Pino Censi il Novizio, Maurizio Gueli il Danese vecchio marinaio.

## Edizioni italiane
- La storia di Billy Budd, traduzione di Eugenio Montale, Collezione Universale, Milano, Bompiani, 1942,  p. 208.
- Billy Budd, gabbiere di parrocchetto, traduzione di M. Minoja, Collana BUR, Rizzoli,  p. 140.
- Bill Budd e altri racconti, Prefazione e trad. di Enzo Giachino, Collana i millenni, Torino, Einaudi, 1965,  pp. XVI-520.
- Benito Cereno. Billy Budd, traduzione di Ruggero Bianchi, Milano, Mursia, 1971. Collana I Grandi Libri n.56, Garzanti, 1974.
- Dana e Melville, Due anni a prora. Billy Budd, traduzione di C. Rossi Fantonetti, Novara, Istituto Geografico De Agostini, 1971.
- Gente di mare. Benito Cereno - Billy Budd - Daniel Orme, a cura di Massimo Bacigalupo, Milano, Mondadori, 1988; edizione riveduta, Benito Cereno - Billy Budd - Daniel Orme, Milano, Mondadori, 1998.
- Billy Budd, marinaio, traduzione di G. Lonza, Collana I Grandi Libri, Milano, Garzanti, 1993,  pp. XX-108.
- Billy Budd il marinaio, traduzione di e cura di Flaminio Di Biagi, Collana tascabili economici, Newton Compton, 1993,  p. 100.
- Billy Budd, traduzione di M. Segre, Collana Biblioteca del viaggiatore, Firenze, Passigli, 1989.
- Billy Budd, Foretopman. Billy Budd, gabbiere di parrocchetto, a cura di A. Goldoni, Collana Einaudi tascabili.Serie bilingue, Torino, Einaudi, 2001.
- Benito Cereno e Billy Budd, traduzione di G. Buzzi, Collana Classici per tutti, Milano, Dalai Editore, 2005, ISBN 978-88-8490-787-5.
- Billy Budd, traduzione e cura di Alessandro Ceni, Collana Universale Economica.I Classici n.2201, Milano, Feltrinelli, 2009,  p. 160, ISBN 978-88-07-82201-8.